# Llantysilio
Llantysilio (en anglais) ou Llandysilio-yn-Iâl (en gallois) est une communauté du Denbighshire, au pays de Galles.
Elle est située dans le sud-est du comté, près de la ville de Llangollen.

## Démographie
Au recensement de 2011, elle comptait 421 habitants.